# Sé suburbicária
Sés suburbicárias (ou dioceses suburbicárias) são as sete dioceses cardinalícias localizadas em torno de Roma, na região do Lácio. São reservadas aos cardeais-bispos. A palavra compõe-se de sub (abaixo, no sentido de ligação direta e próxima) e urb (a cidade, por antonomásia, Roma, a diocese central do catolicismo).
São sete:
1. Óstia
2. Porto-Santa Rufina
3. Albano
4. Frascati
5. Palestrina
6. Sabina-Poggio Mirteto
7. Velletri-Segni

Cada cardeal-bispo é nomeado bispo titular de cada uma dessas dioceses, embora normalmente tenha um bispo ordinário responsável por sua direção. A Sé de Ostia é conferida ao deão (decano) do Colégio dos Cardeais, escolhidos pelos seis demais e com a aprovação do papa (originalmente era o mais antigo cardeal-bispo).
Após o motu proprio do Papa João XXIII, denominado Suburbicariis sedibus, seis dessas dioceses passaram a ter seus próprios bispos substantivos (ou ordinários), com exceção de Óstia, que foi unida à diocese de Roma e é administrada pelo cardeal vigário de Roma.
Até 1962, os bispos destas dioceses exerciam efetiva jurisdição sobre sua sede. Após o motu proprio do papa João XXIII, o governo foi atribuído a um bispo auxiliar, deixando ao cardeal-bispo apenas o título necessário.